# Кубок обладателей кубков ЕКВ среди женщин 1993/1994
22-й розыгрыш Кубка обладателей кубков ЕКВ среди женщин проходил с 6 ноября 1993 по 6 марта 1994 года с участием 26 клубных команд стран-членов Европейской конфедерации волейбола. Победителем стала итальянская команда «Бруммель» (Анкона).

## Команды-участницы
| Страна     | Команда                                    |
| ---------- | ------------------------------------------ |
| Австрия    | «Пост» (Вена)                              |
| Албания    | «Эльбасани» (Эльбасан)                     |
| Беларусь   | «Университет» (Гомель)                     |
| Бельгия    | «Дофин» (Шарлеруа)                         |
| Болгария   | «Академик» (София)                         |
| Венгрия    | «Вашаш» (Будапешт)                         |
| Германия   | «Шверинер» (Шверин)                        |
| Греция     | «Ионикос» (Неа-Филаделфия)                 |
| Дания      | «Фортуна» (Оденсе)                         |
| Израиль    | «Хакирьятим» (Кирьят-Хаим)                 |
| Испания    | «Алькоркон» (Алькоркон)                    |
| Италия     | «Бруммель» (Анкона)                        |
| Латвия     | «Кимикис» (Даугавпилс)                     |
| Люксембург | «Мамер» (Мамер)                            |
| Македония  | «Шкендия» (Тетово)                         |
| Нидерланды | «Схиппер-Мартинус» (Амстелвен)             |
| Польша     | «Комфорт» (Полице)                         |
| Португалия | «Спортинг» (Лиссабон)                      |
| Россия     | «Уралочка»-2 (Екатеринбург)                |
| Румыния    | «Брэила» (Брэила)                          |
| Словения   | «Абас-Трейд» (Целе)                        |
| Турция     | «Эджзаджибаши» (Стамбул)                   |
| Украина    | «Краян» (Одесса)                           |
| Франция    | «Расинг Клуб де Франс» (Вильбон-сюр-Иветт) |
| Хорватия   | «Риека» (Риека)                            |
| Чехия      | «Кралово Поле» (Брно)                      |
| Швейцария  | «Шезо» (Шезо-сюр-Лозанн)                   |

## Система проведения розыгрыша
В турнире принимают участие команды 26 стран-членов ЕКВ (представители национальных чемпионатов или Кубков своих стран). Во всех стадиях турнира применяется система плей-офф, то есть команды делятся на пары и проводят между собой по два матча с разъездами. Победителем пары выходит команда, одержавшая две победы. В случае равенства побед победителем становится команда, имеющая лучшее соотношение партий по сумме обоих матчей. В случае равенства и этого показателя в дальнейшую стадию плей-офф выходит команда, имеющая лучшее соотношение игровых очков по сумме матчей.
В двух первых раундах плей-офф приняли участие 19 команд. 8 победителей пар 2-го раунда выходят в 1/8 финала, где к ним присоединяются 8 команд, освобождённых от участия в стартовых раундах. 
8 команд-участниц четвертьфинала плей-офф определяют четырёх участников финального этапа.
Финальный этап проводится в формате «финала четырёх» — полуфинал и два финала (за 3-е и 1-е места).

## 1-й раунд
ноябрь 1993
 «Брэила» —  «Ионикос» (Неа-Филаделфия)
6 ноября. 3:0 (15:9, 15:10, 17:16).
13 ноября. 0:3 (11:15, 9:15, 2:15). Соотношение игровых очков по сумме двух матчей — 69:80.
 «Схиппер-Мартинус» (Амстелвен) —  «Шезо» (Шезо-сюр-Лозанн)
7 ноября. 3:1 (15:5, 10:15, 15:9, 15:5).
13 ноября. 1:3 (15:10, 5:15, 8:15, 13:15). Соотношение игровых очков по сумме двух матчей — 96:89.
 «Кралово Поле» (Брно) —  «Алькоркон»
6 ноября. 1:3 (15:13, 4:15, 15:17, 8:15).
9 ноября. 0:3 (9:15, 5:15, 9:15).

## 2-й раунд
декабрь 1993
 «Хакирьятим» (Кирьят-Хаим) —  «Ионикос» (Неа-Филаделфия)
4 декабря. 0:3 (10:15, 6:15, 4:15).
11 декабря. 0:3 (5:15, 3:15, 4:15).
 «Схиппер-Мартинус» (Амстелвен) —  «Мамер»
10 декабря. 3:0 (15:5, 15:9, 15:6).
11 декабря. 3:0 (15:4, 15:9, 15:12).
 «Риека» —  «Эльбасани» (Эльбасан)
4 декабря. 3:0 (15:9, 15:10, 15:2).
6 декабря. 2:3 (15:9, 12:15, 15:5, 4:15, 13:15).
 «Университет» (Гомель) —  «Кимикис» (Даугавпилс)
5 декабря. 1:3 (15:10, 8:15, 6:15, 11:15).
12 декабря. 0:3 (13:15, 14:16, 10:15).
 «Алькоркон» —  «Комфорт» (Полице)
4 декабря. 1:3 (11:15, 9:15, 15:10, 13:15).
11 декабря. 0:3 (6:15, 10:15, 8:15).
 «Шкендия» (Тетово) —  «Академик» (София)
5 декабря. 0:3 (3:15, 4:15, 4:15).
12 декабря. 0:3 (2:15, 1:15, 1:15).
 «Эджзаджибаши» (Стамбул) —  «Абас-Трейд» (Целе)
4 декабря. 3:0 (15:9, 15:5, 15:7).
5 декабря. 3:0 (15:2, 15:0, 15:7).
 «Дофин» (Шарлеруа) —  «Фортуна» (Оденсе)
4 декабря. 3:0 (15:10, 15:7, 15:7).
11 декабря. 3:0 (15:2, 15:4, 15:13).
От участия в двух первых раундах освобождены:
| «Пост» (Вена) «Вашаш» (Будапешт) «Шверинер» (Шверин) «Бруммель» (Анкона) | «Спортинг» (Лиссабон) «Уралочка»-2 (Екатеринбург) «Краян» (Одесса) «Расинг Клуб де Франс» (Вильбон-сюр-Иветт) |

## 1/8 финала
январь 1994
 «Ионикос» (Неа-Филаделфия) —  «Бруммель» (Анкона)
12 января. 3:1 (15:13, 11:15, 15:10, 16:14).
19 января. 1:3 (15:7, 10:15, 9:15, 13:15). Соотношение игровых очков по сумме двух матчей — 104:104.
 «Схиппер-Мартинус» (Амстелвен) —  «Пост» (Вена)
12 января. 2:3 (13:15, 17:16, 15:4, 5:15, 10:15).
19 января. 0:3 (7:15, 1:15, 6:15).
 «Риека» —  «Расинг Клуб де Франс» (Вильбон-сюр-Иветт)
17 января. 0:3 (13:15, 12:15, 7:15).
19 января. 0:3 (5:15, 6:15, 2:15).
 «Кимикис» (Даугавпилс) —  «Краян» (Одесса)
12 января. 1:3 (11:15, 8:15, 15:7, 11:15).
20 января. 1:3 (9:15, 8:15, 16:14, 10:15).
 «Спортинг» (Лиссабон) —  «Комфорт» (Полице)
9 января. 0:3 (7:15, 6:15, 7:15).
15 января. 0:3 (8:15, 2:15, 4:15).
 «Академик» (София) —  «Уралочка»-2 (Екатеринбург)
Отказ «Уралочки»-2.
 «Шверинер» (Шверин) —  «Эджзаджибаши» (Стамбул)
13 января. 3:0 (15:11, 15:7, 17:15).
20 января. 3:2 (7:15, 15:7, 15:13, 5:15, 15:10).
 «Вашаш» (Будапешт) —  «Дофин» (Шарлеруа)
11 января. 3:2 (13:15, 15:6, 5:15, 16:14, 15:9).
19 января. 2:3 (16:17, 15:12, 13:15, 15:9, 15:17). Соотношение игровых очков по сумме двух матчей — 138:129.

## Четвертьфинал
февраль 1994
 «Пост» (Вена) —  «Бруммель» (Анкона)
9 февраля. 3:1 (15:9, 15:4, 10:15, 15:13).
16 февраля. 1:3 (7:15, 15:9, 6:15, 3:15). Соотношение игровых очков по сумме двух матчей — 86:95.
 «Краян» (Одесса) —  «Расинг Клуб де Франс» (Вильбон-сюр-Иветт)
9 февраля. 0:3 (1:15, 11:15, 4:15).
11 февраля. 2:3 (15:13, 6:15, 4:15, 15:8, 10:15).
 «Академик» (София) —  «Комфорт» (Полице)
9 февраля. 2:3 (15:13, 15:9, 9:15, 2:15, 17:19).
16 февраля. 2:3 (8:15, 15:12, 6:15, 15:10, 11:15).
 «Шверинер» (Шверин) —  «Вашаш» (Будапешт)
9 февраля. 3:0 (15:4, 15:3, 15:5).
16 февраля. 1:3 (16:14, 4:15, 7:15, 5:15).

## Финал четырёх
5—6 марта 1994.  Анкона.
Участники:
 «Бруммель» (Анкона)

 «Шверинер» (Шверин)

 «Комфорт» (Полице)

 «Расинг Клуб де Франс» (Вильбон-сюр-Иветт)

### Полуфинал
5 марта
 «Расинг Клуб де Франс» —  «Шверинер»
3:1 (8:15, 17:15, 16:14, 15:12).
 «Бруммель» —  «Комфорт»
3:1 (9:15, 15:10, 15:9, 15:7).

### Матч за 3-е место
6 марта
 «Комфорт» —  «Шверинер»
3:0 (15:7, 15:8, 15:3).

### Финал
6 марта
 «Бруммель» —  «Расинг Клуб де Франс»
3:1 (16:14, 15:12, 13:15, 15:6).

### Итоги

#### Положение команд
| «Бруммель» (Анкона)                        |
| «Расинг Клуб де Франс» (Вильбон-сюр-Иветт) |
| «Комфорт» (Полице)                         |
| 4. «Шверинер» (Шверин)                     |